# Uniswap
Uniswap est un protocole financier décentralisé utilisé pour échanger des cryptomonnaies. Uniswap est également le nom de la société qui a initialement construit le protocole et qui opère le site uniswap.org. Le protocole facilite les transactions automatisées entre les jetons de cryptomonnaie sur la blockchain Ethereum (ERC-20) grâce à l'utilisation de contrats intelligents.
En octobre 2020, Uniswap a été estimé comme étant le plus grand échange décentralisé et le quatrième plus grand échange de cryptomonnaies dans l'ensemble en termes de volume de négociation quotidien. En mars 2021, Uniswap générait des frais d'environ US$2–3 millions quotidiennement pour les fournisseurs de liquidité qui facilitent les marchés liquides pour les cryptomonnaies échangées.

## Histoire
Uniswap est créé le 2 novembre 2018 par Hayden Adams, ancien ingénieur mécanicien chez Siemens.
La société Uniswap reçoit des investissements de sociétés de capital-risque, et notamment Andreessen Horowitz, Paradigm Venture Capital,, Union Square Ventures LLC et ParaFi,. Le volume quotidien moyen des transactions d'Uniswap était de 220 millions de dollars américains en octobre 2020. Les commerçants et les investisseurs ont utilisé Uniswap en raison de son utilisation dans la finance décentralisée (DeFi).
En avril 2020, le site web d'Uniswap a été temporairement supprimé[Combien ?] après que des pirates ont tenté en vain d'utiliser un hack de réentrance sur la plateforme d'échange.

## Aperçu
Uniswap est un protocole financier décentralisé utilisé pour échanger des cryptomonnaies et des jetons ; il est fourni sur des réseaux blockchain décentralisés, exécutant des logiciels open source, par opposition à tout intermédiaire centralisé,. Il se différencie en cela des plateformes d'échanges de cryptomonnaie gérés par des sociétés centralisées telles que Coinbase, Binance et OKEx .
Les modifications apportées au protocole sont votées par les propriétaires du jeton de cryptomonnaie et de gouvernance natif appelé UNI, puis mises en œuvre par une équipe de développeurs. Les pièces UNI sont initialement distribuées aux premiers utilisateurs du protocole. Chaque adresse Ethereum qui avait interagi avec Uniswap avant le 1er septembre 2020 a reçu la possibilité de réclamer 400 jetons UNI (d'une valeur d'environ 1 400 USD à l'époque). La capitalisation boursière du jeton UNI est supérieure à 5 milliards de dollars en mars 2022.

## Protocole
Uniswap utilise des pools de liquidités plutôt que des market maker, à la différence des bourses centralisées, dans le but de créer des marchés plus efficaces ,,. Des individus et des bots, appelés « fournisseurs de liquidité », fournissent des liquidités à la plateforme d'échange en ajoutant une paire de jetons à un contrat intelligent qui peut être acheté et vendu par d'autres utilisateurs. En retour, les fournisseurs de liquidité reçoivent un pourcentage des frais de négociation gagnés pour cette paire de négociation. Pour chaque transaction, un certain nombre de jetons sont retirés du pool pour un montant de l'autre jeton, modifiant ainsi le prix. Aucuns frais ne sont requis pour répertorier les jetons, ce qui permet d'accéder à une grande quantité de jetons Ethereum et aucune inscription n'est requise pour les utilisateurs. Le code d'Uniswap peut également être forké pour créer de nouvelles plateformes d'échanges, de la même manière que les forks se produisent avec les cryptomonnaies open-source.